# Воден (заличено село)
Вижте пояснителната страница за други значения на Воден.
Воден е изчезнало село на територията на Община Завет в Североизточна България, което е официално заличено през 1978. До 1934 се нарича Хюсеин Баба теке. Днес в близост до някогашното село се намира Държавно ловно стопанство „Воден“, където успешно са аклиматизирани пренесени от Полша зубри (Bison bonasus).
В Хюсеин Баба теке е роден политикът Иван Багрянов (1891-1945).